# Eogyrinus
Eogyrinus era um predador aquático semelhante a uma enguia que vivia nos pântanos que ocuparam o norte da Inglaterra e a Escócia durante o período Carbonífero. Eogyrinus foi considerado sinônimo de Pholiderpeton. 